# Pachycerianthus johnsoni
Espèce
Pachycerianthus johnsoni est une espèce de la famille des Cerianthidae.

## Systématique
Le nom valide complet (avec auteur) de ce taxon est Pachycerianthus johnsoni (Torrey & Kleeburger, 1909).
L'espèce a été initialement classée dans le genre Cerianthus sous le protonyme Cerianthus johnsoni Torrey & Kleeburger, 1909.
Pachycerianthus johnsoni a pour synonyme :
- Cerianthus johnsoni Torrey & Kleeburger, 1909

## Publication originale
- (en) H.B. Torrey et F.L. Kleeberger, 1909, « Contributions from the laboratory of the Marine Biological Association of San Diego. XXVII. Three species of Cerianthus from southern California », University of California Publications in Zoology, vol. 6, n. 5, p. 115-125.